# 梁田清之
梁田 清之（やなだ きよゆき、1965年5月10日 - 2022年11月14日）は、日本の男性声優。東京都練馬区出身。妻は声優の立花みほ子。

## 来歴
東京青二塾五期生。1987年にデビュー。当初は『シティーハンター』などで脇役を多くこなしていた。初めてオーディションで受かった役は『鎧伝サムライトルーパー』の鬼魔将朱天。
九プロダクション、81プロデュース、ディーカラーを経て、亡くなるまでフリーで活動していた。
2022年11月14日、死去。57歳没。家族葬が営まれ、事務所に所属せずフリーで活動していたことから妻の意向により、同じ声優で生前に親交があった真殿光昭が同月21日に自身のTwitterで明らかにする形で公表された。死因や没日、亡くなった場所については遺族の意向で公表されていなかったが、関係者によれば癌で療養中であり、同月14日に急逝したとされる。
現役を貫いていた中での突然の死去に、同業者や共演経験者から悲嘆の声が相次いだ。

## 人物・エピソード
胸板が厚くがっしりした体格の持ち主であった。低く重厚な声質が特徴であり、『SLAM DUNK』の赤木剛憲など大柄な体格の役を演じることが多かった。
弟がいる。趣味はドライブに旅行やニューミュージック・オペラ鑑賞や野球、サッカー、空手などのスポーツ。幼い頃は体育教師志望だった。ささきいさおのモノマネなども得意であった。
『名探偵コナン』では、アンドレ・キャメル役を2008年の初登場から演じていた。梁田はキャメルについて、「出始めがかなりあやしく悪者っぽいキャラだったので、後々の修正が大変だった」と語っていたといい、役に合わせ相手を気遣うように台詞を工夫していたという。

## 後任
梁田の死後、持ち役を引き継いだ人物は以下の通り。
| 後任     | 役名                     | 概要作品                          | 後任の初担当作品                                                           |
| -------- | ------------------------ | --------------------------------- | -------------------------------------------------------------------------- |
| 増谷康紀 | アンドレアス・ダールトン | 『コードギアス 反逆のルルーシュ』 | 『コードギアス 反逆のルルーシュ ロストストーリーズ』2022年12月27日更新以降 |
| 乃村健次 | アンドレ・キャメル       | 『名探偵コナン』                  | 第1072話                                                                   |
| 藤原貴弘 | バルトロ                 | 『金色のガッシュベル!!』          | 『金色のガッシュベル!! 永遠の絆の仲間たち』                                |
| 笠間淳   | ザビーネ・シャル         | 『機動戦士ガンダムF91』           | 『機動戦士ガンダム U.C. ENGAGE』2024年8月以降                              |
| 子安武人 | 騎士サザビー             | 『SDガンダム外伝 ジークジオン編』 | 『SDガンダム GGENERATION ETERNAL』                                         |

## 出演
太字はメインキャラクター。

### テレビアニメ
1987年
- シティーハンター（1987年 - 1989年、ファン、男たち、チンピラB、若者B、警官B 他） - 3シリーズ

1988年
- アニメ三銃士（オレイリー）
- エスパー魔美（1988年 - 1989年、若い男、運転手B、男B、不良A、サッカー部 他）
- プロゴルファー猿（ギャラリー(2)、ギャラリー、役員2、役員A、グリーンキーパー、ゴルファー） - 2シリーズ
- 鎧伝サムライトルーパー（1988年 - 1989年、鬼魔将シュテン）
- 美味しんぼ（1988年 - 1990年、社員F、男E、社員B、職人B、男D、板前D、客B、見物人B、市場の人、不良少年A、店員、男A、ウェイター、文化部部員B 他）
- F-エフ（赤木将馬）
- ビリ犬（1988年 - 1989年、青年、林、ナレーション） - 2シリーズ

1989年
- おぼっちゃまくん（1989年 - 1990年、コック 他）
- YAWARA!（1989年 - 1991年、不良C、男B、親衛隊B、学生D、ツッパリB 他）
- ジャングル大帝（ギル）
- チンプイ（1989年 - 1990年、警官、生徒B、男A、不良B、運転手、男C、男、男子生徒、生徒、生徒A）
- 獣神ライガー（1989年 - 1990年、リュウ・ドルク）

1990年
- 機動警察パトレイバー（主審、作業員A、検査官、整備員、社員、重役、パイロット）
- ちびまる子ちゃん（ウェイター、笑い袋）
- キャッ党忍伝てやんでえ（1990年 - 1991年、リキノシン、村人）
- NG騎士ラムネ&40（ブレンドン）
- 勇者エクスカイザー（パイロット、消防士）
- ガジェット警部（ボーラ）
- 楽しいムーミン一家（男B）
- 八百八町表裏 化粧師

1991年
- RPG伝説ヘポイ（ドーベロマン）
- 緊急発進セイバーキッズ
- 新世紀GPXサイバーフォーミュラ（サムシング吉松）
- 太陽の勇者ファイバード（1991年 - 1992年、シュラ、技師）
- 絶対無敵ライジンオー（1991年 - 1992年、篠田俊太郎、ベルゼブ）
- 炎の闘球児 ドッジ弾平（1991年 - 1992年、三笠キャプテン、武田勇一）
- 魔法使いサリー（ブッチ）

1992年
- お〜い!竜馬（安岡嘉助）
- 元気爆発ガンバルガー（ウナギトロン、男、ガラクタン / ガラクタンII、グローラー）
- クッキングパパ（浩太郎）
- それいけ!アンパンマン（1992年 - 2022年、白ばいきんまん、たわらくん〈初代〉、魔法の木馬〈2代目〉）
- 伝説の勇者ダ・ガーン（1992年 - 1993年、山田特派員、ターボランダー、ビオレッツェ）
- ドラゴンクエスト ダイの大冒険（第1作）（ホルキンス）
- フランダースの犬 ぼくのパトラッシュ（キャミー）
- 超電動ロボ 鉄人28号FX（1992年 - 1993年、オテッサ、ライト 他）

1993年
- ミラクル☆ガールズ（外人B、ディレクター）
- 勇者特急マイトガイン（ショーグン・ミフネ）
- ツヨシしっかりしなさい（カオル）
- 姫ちゃんのリボン（松川）
- SLAM DUNK（1993年 - 1996年、赤木剛憲）
- 蒼き伝説シュート!（高橋）
- 機動戦士Vガンダム（ノマイズ・ゼータ、パイロットA）
- 恐竜惑星（ラプター）
- 疾風!アイアンリーガー（1993年 - 1994年、ゴールドアーム、イエロー、ブルー）
- ジャングルの王者ターちゃん♡（1993年 - 1994年、梁師範）
- 熱血最強ゴウザウラー（1993年 - 1994年、デスグロック、洋二の父、原子王、原子大王）
- ポコニャン!

1994年
- ゴールFH（飛鳥井剛志）
- 勇者警察ジェイデッカー（ムッシュモンド）
- ママレード・ボーイ（茗子の父）
- BLUE SEED（1994年 - 1995年、ヤマタノオロチ）
- マクロス7（ハニー・鈴木、バートン大佐）

1995年
- 鬼神童子ZENKI（神酒壮真）
- 魔法騎士レイアース（ジェオ・メトロ）
- アニメ世界の童話（ブレフスキュ国皇帝）
- ストリートファイターII V（モホーク 他）
- 行け!稲中卓球部（小暮、ワル）
- 爆れつハンター（1995年 - 1996年、ガトー・モカ）
- バーチャファイター（1995年 - 1996年、影丸）
- ビット・ザ・キューピッド（マルス）
- ヤンボウ ニンボウ トンボウ（トラ）

1996年
- 名探偵コナン（1996年 - 2017年、上田、春海、男、西脇政雄、福井刑事、長谷部、アンドレ・キャメル〈初代〉）
- ぼのぼの（ヒグマの大将）
- アリス探偵局（ダマス）
- 快傑ゾロ（ゴメス）
- きこちゃんすまいる（海の声、ジョン）
- ドラゴンボールGT（1996年 - 1997年、リルド、ナッパ）
- YAT安心!宇宙旅行（1996年 - 1998年、ヤマモトカオル） - 2シリーズ
- ハーメルンのバイオリン弾き（幻竜王ドラム）
- ゲゲゲの鬼太郎（第4作）（火車）
- モジャ公（1996年 - 1997年、モスケ、ダークエンペラー）

1997年
- VIRUS -VIRUS BUSTER SERGE-（男A）
- キューティーハニーF（早見勇人）
- 救命戦士ナノセイバー（五蔵）
- マッハGoGoGo（ヘスラー、クラッチ）
- HARELUYA II BØY（揉山正象）
- 白鯨伝説（ムッツ）
- 金田一少年の事件簿（甲田征作）
- 忍たま乱太郎（1997年 - 1999年、霰鬼、霧鬼）
- はれときどきぶた（1997年 - 1998年、パパ、ギャングの親分 他）

1998年
- 太陽の子エステバン（BS版）（ワナコチャ、テテオラ）
- 超魔神英雄伝ワタル（ビリビリマン）
- 虹の戦記イリス（ゴルマン）
- 熱沙の覇王ガンダーラ（クレイドル）
- BURN-UP EXCESS（艦長）
- バブルガムクライシス TOKYO 2040（1998年 - 1999年、レオン）
- ポケットモンスター（カズ、パパン）
- TRIGUN（バドウィック）
- 魔法のステージファンシーララ（鳴海麻生）
- ロスト・ユニバース（ネザード）

1999年
- ゴクドーくん漫遊記（右大臣）
- デジモンアドベンチャー（1999年 - 2000年、アンドロモン）
- イソップワールド（鳥の隊長、ダルメシアン、オロチ弐の首、騎士A）
- パワーストーン（猛者、ガンロック）
- 小さな巨人 ミクロマン（アーデンダーク）
- GTO（水樹ななこの父）
- 爆球連発!!スーパービーダマン（円大作）
- 魔術士オーフェン Revenge（ドン・ボナパルト）

2000年
- デジモンアドベンチャー02（アンドロモン）
- キョロちゃん（悪玉菌ボス）
- ゾイド -ZOIDS-（ダン・フライハイト）
- 銀装騎攻オーディアン（藤堂、マッケラン）
- 陽だまりの樹（タウンゼント・ハリス、芹沢鴨）

2001年
- 犬夜叉（2001年 - 2009年、狼野干、骨鬼） - 2シリーズ
- ガイスターズ FRACTIONS OF THE EARTH（アダモントス・メロナ）
- 週刊ストーリーランド（ナレーション）
- 真・女神転生デビチル（デモゴルゴン、ヤマタノオロチ）
- 星界の戦旗II（アンガスン）
- はじめの一歩（冴木卓麻）
- ココロ図書館（バイクメン）
- 砂漠の海賊!キャプテンクッパ（ベア）
- デジモンテイマーズ（2001年 - 2002年、アンドロモン / ガードロモン）

2002年
- アソボット戦記五九（フレイム）
- ガンフロンティア（ナレーション、ウタマロ）
- 奇鋼仙女ロウラン（フリーマン大統領）
- サイボーグ009 THE CYBORG SOLDIER（ポセイドン、アトラス）
- 爆闘宣言ダイガンダー（ガンダー / ダイガンダー、プロフェッサー・ビッグバン）
- デジモンフロンティア（アシュラモン）
- ONE PIECE（ディック）

2003年
- 超ロボット生命体トランスフォーマー マイクロン伝説（メガトロン）
- LAST EXILE（ゲイル、ギルドA）
- アストロボーイ・鉄腕アトム（2003年 - 2004年、ハーレー）
- 金色のガッシュベル!!（バルトロ）
- コロッケ!（ボルシチ）
- 時空冒険記ゼントリックス（ダークジェネラル）
- 探偵学園Q（2003年 - 2004年、本郷巽、警備員）
- 魁!!クロマティ高校（瀬戸内ジャクソン）
- ロックマンエグゼ シリーズ（2003年 - 2005年、デザートマン、犬飼猛雄） - 2シリーズ
- ワンダーベビルくん（バンキン、バンキンのパパ）

2004年
- 絢爛舞踏祭 ザ・マーズ・デイブレイク（クリサリス・ミルヒ）
- SDガンダムフォース（虚武羅丸）
- ゾイドフューザーズ（ガミー）
- グレネーダー 〜ほほえみの閃士〜（悪鬼那号）
- サムライチャンプルー（ムクロ）
- BLEACH（2004年 - 2012年、握菱テッサイ、盾舜六花 / 梅厳）
- 冒険王ビィト（2004年 - 2006年、タロトス） - 2シリーズ
- マシュマロ通信（マコーミック）

2005年
- DIGITAL MONSTER X-evolution（アンドロモン）
- ああっ女神さまっ（2005年 - 2006年、田宮寅一） - 2シリーズ
- BUZZER BEATER（2005年 - 2007年、アフロ） - 2シリーズ
- ガラスの仮面（黒沼龍三）
- 戦国英雄伝説 新釈 眞田十勇士 The Animation（柳生又右衛門宗頼）
- まじめにふまじめ かいけつゾロリ（ディアリー、不動産屋）
- ぱにぽにだっしゅ!（巨大番長 フジヤマ一番）
- 勇者王ガオガイガーFINAL GRAND GLORIOUS GATHERING（パルパレーパ）

2006年
- ディノブレイカー（ローズ）
- 牙（アバール）
- ブラック・ジャック21（蒼龍）
- NARUTO -ナルト-（チカラ）
- ケモノヅメ（頬張岳人）
- スパイダーライダーズ 〜オラクルの勇者たち〜（黄金虫）
- 史上最強の弟子ケンイチ（筑波）
- 銀魂（2006年 - 2009年、岩慶丸、神父、獏大魔王）
- コードギアス 反逆のルルーシュ（アンドレアス・ダールトン）
- BLACK LAGOON The Second Barrage（松崎銀次）
- ぜんまいざむらい（夢売り、紙芝居男）
- 蒼天の拳（芒狂雲）
- TOKYO TRIBE2（ガリレオ）

2007年
- おとぎ銃士 赤ずきん（クローネ）
- DEATH NOTE（尾々井剛）
- 天保異聞 妖奇士（川村修就）
- 風の少女エミリー（アラン・バーンリ）
- 天元突破グレンラガン（チミルフ）
- D.Gray-man（2007年 - 2008年、ノイズ・マリ）

2008年
- ウルトラヴァイオレット コード044（キングの側近）
- キャシャーン Sins（バルカン）
- ゴルゴ13（グラント）
- チーズスイートホーム（2008年 - 2009年、クロいの） - 2シリーズ

2009年
- 真マジンガー 衝撃!Z編 on television（ゴーゴン大公）
- ドラえもん（テレビ朝日版第2期）（2009年 - 2012年、ノラ、福山雅秋、スフィンクス）
- 聖剣の刀鍛冶（ジャック・ストラダー）
- 青い文学シリーズ「桜の森の満開の下」（猪）
- ポケットモンスター ダイヤモンド&パール（パパン）
- 鋼の錬金術師 FULLMETAL ALCHEMIST（ヘンシェル）

2010年
- 世紀末オカルト学院（軍人）
- デジモンクロスウォーズ（エンシェントボルケーモン / 合体エンシェントボルケーモン）
- デュエル・マスターズ シリーズ（2010年 - 2011年、ブロンズアーム兄、ツッパリリキシ） - 2シリーズ

2011年
- 逆境無頼カイジ 破戒録篇（黒服B）
- HUNTER×HUNTER（第2作）（2011年 - 2012年、トードー、ツェズゲラ）

2012年
- 聖闘士星矢Ω（2012年 - 2013年、檄）
- 織田信奈の野望（斎藤義龍、龍面鬼）
- ジュエルペット きら☆デコッ!（ゴリキング）

2013年
- 銀河機攻隊 マジェスティックプリンス（ガルキエ）

2014年
- サムライフラメンコ（MMM34）

2015年
- デュラララ!!×2（2015年 - 2016年、青崎柊） - 3シリーズ
- 東京喰種トーキョーグールシリーズ（2015年 - 2018年、鯱） - 2シリーズ

2017年
- 信長の忍び（2017年 - 2018年、遠藤直経） - 2シリーズ
- ベルセルク（グルンベルド）

2018年
- バキ（2018年 - 2020年、猪狩完至） - 2シリーズ

2021年
- トミカ絆合体 アースグランナー（サビ）
- ゲッターロボ アーク（車弁慶）

2022年
- BORUTO-ボルト- NARUTO NEXT GENERATIONS（タイキ船長）
- 名探偵コナン ゼロの日常（アンドレ・キャメル）

### 劇場アニメ
1987年
- バツ&テリー（選手3）

1989年
- ヴイナス戦記（ジャック）
- ドラえもん のび太の日本誕生（村人C）
- ファイブスター物語（男G）
- シティーハンター 愛と宿命のマグナム（隊員C）
- 機動警察パトレイバー the Movie（パイロット）
- 機動戦士SDガンダムの逆襲
  - 嵐を呼ぶ学園祭（ウッディ）
  - SD戦国伝 暴終空城の章（漣飛威）

1990年
- シティーハンター ベイシティウォーズ（兵士B）

1991年
- 機動戦士ガンダムF91（ザビーネ・シャル）

1992年
- それいけ!アンパンマン アンパンマンとゆかいな仲間たち（ヘドロマン）
- アルスラーン戦記【第2部】2 旌旗流転（ザンデ）
- 銀河英雄伝説外伝 黄金の翼（ハルスター）

1993年
- SDコマンド戦記ガンダムフォース スーパーGアームズファイナルフォーミュラー VS ノウムギャザー（フューラーコマンダー）

1994年
- SLAM DUNK（1994年 - 1995年、赤木剛憲） - 4作品

1998年
- がんばれゴエモン 地球救出大作戦（セップク丸）
- パーフェクトブルー（監督）
- 銀河鉄道999 エターナル・ファンタジー（ボルカザンダ3世）

1999年
- ウルトラマンM78劇場 Love & Peace

2000年
- 劇場版 ああっ女神さまっ（田宮寅一）

2002年
- デジモンテイマーズ 暴走デジモン特急（ガードロモン）
- アテルイ（百済王俊哲）

2004年
- DEAD LEAVES（777）

2006年
- 名探偵コナン 探偵たちの鎮魂歌（刑事）
- 劇場版BLEACH MEMORIES OF NOBODY（握菱テッサイ、バウ）

2007年
- ヱヴァンゲリヲン新劇場版:序（ネルフ職員）

2008年
- ちょ〜短編 プリキュアオールスターズ GoGoドリームライブ!（カゲの巨人）

2010年
- 映画 プリキュアオールスターズDX2 希望の光☆レインボージュエルを守れ!（ボトム）

2014年
- 名探偵コナン 異次元の狙撃手（アンドレ・キャメル）

2016年
- 名探偵コナン 純黒の悪夢（アンドレ・キャメル）
- 劇場版マジェスティックプリンス 覚醒の遺伝子（ガルキエ）

2017年
- コードギアス 反逆のルルーシュ I・II（2017年 - 2018年、アンドレアス・ダールトン） - 2作品

2021年
- 名探偵コナン 緋色の弾丸（キャメル）

### OVA
1988年
- SD戦国伝 武者七人衆編（漣飛威）
- 機動警察パトレイバー
- 機甲猟兵メロウリンク（1988年 - 1989年、男D、山賊D、パイロットC、男C）

1989年
- SDガンダム外伝（サザビー、ダブルゼータ、バーザム）
- 機動戦士SDガンダムMARK-II（メッサーラ、ウッディ、ガンダムMk-II〈黒〉、ドム）
- クラッシャージョウ - 最終兵器アッシュ（ヒメネス）
- MEGAZONE23 III（アルフォン）

1990年
- 暗黒神話（メガネの男）
- 機動戦士SDガンダムMk-III（ズゴック、厄斗堂我他）
- 機動戦士SDガンダムMk-V（武者頑駄無摩亜屈）
- 新カラテ地獄変（ジョニー）
- SOL BIANCA
- ダーティペア 謀略の005便（ドルツ情報局員）
- 天外魔境 自来也おぼろ変（男C）
- 名探偵ハンギョドン（フグ警官）
- 緑山高校 甲子園編（阿久根）

1991年
- BURN-UP（ガナック）
- 孔雀王（修験道大角）
- おたくのビデオ（村田）
- インフェリウス惑星戦史外伝 CONDITION GREEN（1991年 - 1993年、チャーリー、フィル・エミット、コンピューターの声）
- EXPER ZENON（エクスパー・ベノム）
- がんばれゴエモン 次元城の悪夢（城主）
- けっこう仮面（水溜まり強かろう）
- DETONATORオーガン（1991年 - 1992年、ウェッジ）
- ロードス島戦記（アシュラムの部下）

1992年
- 紅いハヤテ（黒田実綱）
- あばしり一家（番長）
- 創世機士ガイアース
- 新・超幕末少年世紀タカマル（1992年 - 1993年、希望公園、ドリルナイト）
- 間の楔
- 絶対無敵ライジンオー（1992年 - 1993年、篠田俊太郎、ベルゼブ）
- D-1 DEVASTATOR（パイロット、将校）
- ドン 極道水滸伝（室戸正一）
- ドン 極道水滸伝 怒濤編（室戸正一）
- BASTARD!! -暗黒の破壊神-（1992年 - 1993年、神官B 他）
- 花平バズーカ（不良）
- 破妖の剣（セスラン）
- グリーンレジェンド乱（タカマサ）

1993年
- ああっ女神さまっ（田宮寅一）
- 今日から俺は!!（1993年 - 1996年、メガネ、町田、須藤 他）
- 魔物ハンター妖子3（竜王）
- モルダイバー（岬薫）
- アルスラーン戦記（1993年 - 1995年、ザンデ）
- 創竜伝（サクソンバーグ）
- 特捜戦車隊ドミニオン（牧師、片岡）
- 難波金融伝・ミナミの帝王（兵頭、ヤクザA）
- ブラック・ジャック（タクシー運転手）

1994年
- エンゼルコップ（タンゴ・リーダー）
- 鬼切丸（前鬼）
- 銀河英雄伝説（フォンク）
- 疾風!アイアンリーガー 銀光の旗の下に（1994年 - 1995年、ゴールドアーム）
- 七都市物語 〜北極海戦線〜（ボスウェル中佐）
- ダーティペアFLASH（イワシミズ）
- 熱砂の惑星 女公安官ケイト（ブリック）
- 放課後の職員室（風間俊秋）
- MINKY MOMO IN 旅だちの駅（男）
- Crying フリーマン（ニコライエフ）

1995年
- 腐った教師の方程式（森脇）
- 超人学園ゴウカイザー（シモンズ司令官）

1996年
- ウルトラマン超闘士激伝（彗星戦神ツイフォン）
- 元祖 爆れつハンター（ガトー・モカ）
- 新海底軍艦（ダニエル浜田）
- ザ・ハード BOUNTY HUNTER（牧師）
- パンツァードラグーン（デミトク）
- ファイアーエムブレム 紋章の謎（ガザック）
- アーシアン（キャプテン）

1997年
- 荒くれKNIGHT（伊武恋二郎）
- 旭日の艦隊（ハインツ・シュリフマン）

1998年
- 紺碧の艦隊（伊藤俊助）
- 世紀末リーダー外伝たけし!（かんどれ）

1999年
- 快刀乱麻 THE ANIMATION（炎羅）
- 旭日の艦隊（ジェームス・西〈西恭之〉）

2000年
- 真ゲッターロボ対ネオゲッターロボ（巴武蔵）
- 勇者王ガオガイガーFINAL（パルパレーパ）

2001年
- 頭文字D Extra Stage（佐竹）

2002年
- 高校鉄拳伝タフ（高石義生）

2003年
- マジンカイザー 死闘!暗黒大将軍（操縦士、妖爬虫将軍ドレイドゥ）

2004年
- 新ゲッターロボ（武蔵坊弁慶）

2005年
- 鴉 -KARAS-（河童）
- 聖闘士星矢 冥王ハーデス冥界編（フレギアス）

2006年
- 今日の5の2（体育教師）

2007年
- やわらか三国志 突き刺せ!! 呂布子ちゃん（漁師、宇宙人A）

2008年
- やなせたかしメルヘン劇場 もりのヒーロー ハリーとマルタン（ナマ）

2016年
- バキ 最凶死刑囚編SP（スペシャル）アニメ（烈海王）

2022年
- みどりのマキバオー Blu-ray BOX 映像特典「終わらない挑戦!!」（飯富昌虎）

### ゲーム
1992年
- 改造町人シュビビンマン3 -異界のプリンセス-（魔物）

1993年
- 悪魔城ドラキュラX 血の輪廻（シャフト）
- 機装ルーガ（ランドルフ）
- ゆみみみっくす（児島先生）

1994年
- 風の伝説ザナドゥ（アルゴス）
- バステッド（ジルグ）

1995年
- アークザラッド（イーガ）
- 風の伝説ザナドゥII（ランディス）
- テレビアニメ スラムダンク アイラブバスケットボール（赤木剛憲）
- テレビアニメ スラムダンク2 IH予選完全版!!（赤木剛憲）
- QUOVADIS（ドルフ・カーン）

1996年
- アークザラッドII（イーガ・ラマダギア）
- ガーディアンリコール 〜守護獣召喚〜（武神）
- バーチャファイター3（鷹嵐）
- 東方珍遊記 〜はーふりんぐ・はーつ!!〜（西方不敗）
- 謎王（虎魔）
- LUNAR シルバースターストーリー（ガレオン）
- ストームブレード（アレックス）

1997年
- 悪魔城ドラキュラX 月下の夜想曲（リヒター・ベルモンド、シャフト）
- EOS〜Edge of Skyhigh〜（シン）
- 黒の剣-Blade of the Darkness-（ゼフュードル）
- サイバーボッツ（サンタナ・ローレンス） - 家庭用移植版

1998年
- ジョジョの奇妙な冒険（1998年 - 1999年、空条承太郎） - 3作品
- 新世代ロボット戦記ブレイブサーガ（シュラ、ビオレッツェ、ショーグン・ミフネ）
- 超魔神英雄伝ワタル ANOTHER STEP（ビリビリマン）
- 名探偵コナン（親分）
- U.P.P.（竜斗）

1999年
- SDガンダム GGENERATION（1999年 - 2012年、ザビーネ・シャル、オグマ・フレイブ） - 10作品
- スーパーロボット大戦コンプリートボックス（ザビーネ・シャル）
- デバイスレイン（ビショップ）

2000年
- 裏技麻雀〜これって天和ってやつかい〜（おスズ）
- サモンナイト（ラムダ、エスガルド）
- スーパーロボット大戦α（ザビーネ・シャル）
- 名探偵コナン 3人の名推理

2001年
- 犬夜叉（狼野干）
- エヴァーグレイスII（アルフトアイン）
- シェンムーII（クライス・ジェームス）
- スーパーロボット大戦α for Dreamcast（ザビーネ・シャル）
- スパイダーマン（スコーピオン、ライノ、パニッシャー、モンスタードクオック）
- ZONE OF THE ENDERS Z.O.E（ロック・サンダーハート）
- 火焔聖母 〜The Virgin on Megiddo〜（仲代良）

2002年
- サーヴィランス 監視者（ネッド・ハーディ）
- スーパーロボット大戦IMPACT（ザビーネ・シャル）
- 忍風戦隊ハリケンジャー（首領タウ・ザント）

2003年
- SUNRISE WORLD WAR Fromサンライズ英雄譚（篠田先生、シュテン）
- SPIDER-MAN（スコーピオン）
- 第2次スーパーロボット大戦α（ザビーネ・シャル、夕月京四郎）
- 007 ナイトファイア（アーミテージ・ルーク）
- バテン・カイトス 終わらない翼と失われた海（ギバリ）

2004年
- KOF MAXIMUM IMPACT（デューク）
- 仮面ライダー剣（スパイダーアンデッド〈ふういんモード〉）
- 金色のガッシュベル!! 激闘!最強の魔物達（バルトロ）
- スーパーロボット大戦GC（ベルゼブ、アークダーマ）
- スーパーロボット大戦MX（夕月京四郎）
- 007 エブリシング オア ナッシング（将軍）
- マグナカルタ（ハレン）

2005年
- 新世紀勇者大戦
- スーパーロボット大戦MX ポータブル（夕月京四郎）
- 第3次スーパーロボット大戦α 終焉の銀河へ（パルパレーパ、夕月京四郎）
- BLEACH 〜ヒート・ザ・ソウル〜シリーズ（2005年 - 2010年、握菱鉄裁） - 3作品

2006年
- KOF MAXIMUM IMPACT 2（デューク）
- スーパーロボット大戦XO（ベルゼブ、アークダーマ）
- テイルズ オブ デスティニー（ウォルト） - PlayStation 2版
- ロックマンゼクス（セルパン）

2007年
- 悪魔城ドラキュラ Xクロニクル（リヒター・ベルモンド）
- 銀魂 万事屋ちゅ〜ぶ ツッコマブル動画（岩慶丸、攘夷志士、悪の組織一般兵B）
- KOF MAXIMUM IMPACT REGULATION "A"（デューク）

2008年
- Yes!プリキュア5GoGo! 全員しゅーGo!ドリームフェスティバル（シシキ）
- コードギアス 反逆のルルーシュ LOST COLORS（アンドレアス・ダールトン）
- スーパーロボット大戦A PORTABLE（夕月京四郎）
- テイルズ オブ ヴェスペリア（ナッツ）
- テイルズ オブ ハーツ（グロシュラー）
- バーチャファイター5 R（鷹嵐）
- プロゴルファー猿（ジェロニモ）

2009年
- スーパーロボット大戦NEO（武蔵坊弁慶、リュウ・ドルク、ゴールドアーム、ベルゼブ、原子王、ブレンドン）
- LUNAR ハーモニー オブ シルバースター（ガレオン）

2010年
- 悪魔城ドラキュラ ハーモニー オブ ディスペアー（リヒター・ベルモンド）
- 維新恋華 龍馬外伝（横井小楠）
- EAT LEAD マット・ハザードの逆襲（スティング・スナイパースコープ）
- ガンダムアサルトサヴァイブ（ザビーネ・シャル）
- 機動戦士ガンダム エクストリームバーサス（2010年 - 2016年、ザビーネ・シャル） - 4作品
- ゴッド・オブ・ウォーIII（ヘラクレス）
- 電撃のピロト〜天空の絆〜（バズ）

2011年
- 第2次スーパーロボット大戦Z 破界篇（アンドレアス・ダールトン、チミルフ）
- ドラゴンボールヒーローズ（2011年 - 2019年、リルド将軍 / ハイパーメガリルド） - 6作品
- The Elder Scrolls V: Skyrim（デルビン・マロリー）
- FRONTIER GATE（ダンデス）
- MARVEL VS. CAPCOM 3 Fate of Two Worlds（ハガー）

2012年
- 神次元ゲイム ネプテューヌV（アクダイジーン）
- Never Dead（アスタロテ）

2013年
- 仮面ライダー バトライド・ウォー（水のエル）
- The Wonderful 101（チューギ）
- スーパーロボット大戦Operation Extend（リュウ・ドルク、ブレンドン）
- テイルズ オブ ハーツ R（グロシュラー上将）
- デジモンアドベンチャー（アンドロモン）

2014年
- 神次次元ゲイム ネプテューヌRe;Birth3 V CENTURY（アクダイジーン）
- 仮面ライダー サモンライド!（水のエル）
- スーパーヒーロージェネレーション（ベルガ・ギロス）
- はじめの一歩 THE FIGHTING!（冴木卓麻）

2015年
- 憂世ノ浪士（近藤勇）
- グランブルーファンタジー（2015年 - 2024年、ガンダゴウザ） - 2作品
- スーパーロボット大戦BX（闘士ダブルゼータ、篠田俊太郎、ベルゼブ 他）
- コール オブ デューティ ブラックオプス3（ルートヴィヒ・マキシス）

2016年
- ガールフレンド（仮）（悪演説男）
- ベルセルク無双（グルンベルド）
- マジシャンズデッド（テラ・ドクトォス・マグナ）

2017年
- スーパーロボット大戦V（ザビーネ・シャル、ショーグン・ミフネ）
- ガンダムバーサス（ザビーネ・シャル）
- マジシャンズデッド NEXT ブレイジング（テラ・ドクトォス・マグナ）

2018年
- スーパーロボット大戦X（ショーグン・ミフネ）
- コール オブ デューティ ブラックオプス4（ルートヴィヒ・マキシス）
- 機動戦士ガンダム エクストリームバーサス2（2018年 - 2025年、ザビーネ・シャル） - 4作品
- 大乱闘スマッシュブラザーズ SPECIAL（リヒター・ベルモンド、Miiファイター〈タイプ11〉）

2019年
- HUNTER×HUNTER グリードアドベンチャー（ツェズゲラ）
- テイルズ オブ ヴェスペリア REMASTER（ナッツ）
- スーパーロボット大戦T（ジェオ・メトロ）
- スーパーロボット大戦DD（2019年 - 2024年、アンドレアス・ダールトン、リュウ・ドルク）
- 東京喰種: re 【CALL to EXIST】（鯱）

2021年
- スーパーロボット大戦30（ジェオ・メトロ）
- 機動戦士ガンダム U.C. ENGAGE（ザビーネ・シャル〈初代〉）

2022年
- コードギアス 反逆のルルーシュ ロストストーリーズ（2022年 - 2023年、アンドレアス・ダールトン〈初代〉）
- SDガンダム バトルアライアンス（ザビーネ・シャル）

2025年
- BLEACH Rebirth of Souls（バラガン・ルイゼンバーン）

### ドラマCD
1988年
- ソノラマ文庫カセット版 青の騎士ベルゼルガ物語 (2)（ラドルフ・ディスコーマ）
- ソノラマ文庫カセット版 装甲騎兵ボトムズ（コニン）

1989年
- ソノラマ文庫カセット版 青の騎士ベルゼルガ物語『K'』

1991年
- CDシアター ドラゴンクエストI（リムルダールの親父）
- アニメイトカセットコレクション 鎧伝サムライトルーパー 鬼哭-永遠の戦い-（鬼魔将朱天）
- 魔界学園I 転校生編（鉄人黒金）
- 魔界学園II 激闘編（鉄人黒金）
- オーディオドラマ 源氏（町の男）

1992年
- CDドラマコレクションズ 三國志（太史慈子義）
- サンダーバード秘密基地セット（ロンドンタワー管制官B、センチネル号士官）
- 集英社カセットブック ジョジョの奇妙な冒険 第1巻 空条承太郎見参の巻（空条承太郎）
- 絶対無敵ライジンオー（篠田俊太郎、ベルゼブ）
  - 歌う地球防衛組!
  - V ドラマCDスペシャル 絶対無敵の玉手箱

- 魔界学園III 完結編（鉄人黒金）

1993年
- オーディオRPG 超龍戦記ザウロスナイト（サルマ〈猿間信〉）
- CDシアター ドラゴンクエストIV（ステファン）
- 集英社カセットブック ジョジョの奇妙な冒険（空条承太郎）
  - 第2巻 アヴドゥル死すの巻
  - 第3巻 DIOの世界の巻

1994年
- CDシアター トルネコの大冒険 不思議のダンジョン（ライバル戦士）
- ファイアーエムブレム 旅立ちの章（ナバール）

1995年
- CDドラマ 風の伝説ザナドゥII ヒロイン達の誕生日（ランディス）
- ストリートファイターZERO2 外伝II さくら・もっとも危ない文化祭（ロレント、不良5）
- 創竜伝（上坂）
- ファルコムスペシャルBOX '95 CDドラマ 風の伝説ザナドゥII（ランディス）
- MIND ASSASSIN 1（国井弘志）

1996年
- CDシアター ドラゴンクエストVI（ハッサン）
- はじめの一歩（鷹村守）

1997年
- 十二国記 東の海神 西の滄海（尚隆）
- 太陽の勇者ファイバード ユリちゃんに愛の花束を…（シュラ）

1999年
- スターオーシャン セカンドストーリー 深き夜の王（ギョロ、船長）
- スターオーシャン セカンドストーリー 約束の小さな瞳（ギョロ）

2001年
- Weiß kreuz Wish A Dream collection III THE ORCHID under THE SUN 太陽の蘭（副社長）

2002年
- ドラマCD ワイルドアームズ 2ndイグニッション オリジナルドラマ（ブラッド・エヴァンス）

2003年
- やさしい竜の殺し方（ドウマ）

2005年
- ねこきっさ（鬼瓦源十朗）

2007年
- ドラマCD 黒執事（クラウス）

#### BLCD
1993年
- ANIMAL X 1 - 2（1993年 - 1994年、高取）
- プラチナ（リョウ・サカキ）

1994年
- 片恋パラダイス（風間俊秋）
- COLOR TONE 曖昧な季節の彩（シドニィ・グリフィン）
- こちらポーラスター旅行社です!!（平将之）
- TURBULENCE-トラブランス-（シン・メイファン博士）

1995年
- 音版 危ないキャンパス・ラヴ（沖倉龍）

1996年
- 恋しくて（渡辺政嗣）

1997年
- 美しい男（マリッツ）
- タクミくんシリーズ 外伝 ロレックスに口づけを（吉田国光）
- 無敵なあの子（安田）

1998年
- 青の軌跡1 - 6（1998年 - 2004年、ロード）

1999年
- LOVE MODE 1 - 6、ホスト編（1999年 - 2005年、蒼江怜二）

2000年
- ドクター×ボクサー ライバルも犬を抱く（坂本）

2001年
- WORKDAY WARRIORS 〜恋におちて〜（名高剛士）

2003年
- 兄貴上等（矢井豆一楽）
- 石黒和臣氏の、ささやかな愉しみ（雷光課長）
- ラブ&トラスト（沓澤亮治）
- 旅行鞄をしまえる日（小山田厳一郎）

2004年
- 鈴の音がきこえる（服部京介）
- SEX PISTOLS1 - 3（2004年 - 2006年、斑目国政）
- プリーズ・ミスター・ポリスマン!（大河原警部）

2006年
- 神官は王に愛される1 - 3（2006年 - 2008年、永均）

2007年
- 作る少年、食う男1 - 3（2007年 - 2008年、エドワーズ）

2008年
- 猛き龍に抱かれて（秦大老）

### ラジオドラマ
- G-SAVIOUR（シドニー・ローランド・シュワルツ）

### 吹き替え

#### 映画
- 愛の拘束（英語版） ※VHS版
- アイリスへの手紙 ※VHS版
- いとこのビニー ※VHS版
- インディ・ジョーンズ/最後の聖戦（ハーフ・ブリード）※フジテレビ版
- うっかり博士の大発明 フラバァ
- 噂のテディ・ロビン/美女・美女スパイにご用心
- X-メン（ローガン / ウルヴァリン〈ヒュー・ジャックマン〉）※ソフト版
- エルム街の悪夢4 ザ・ドリームマスター 最後の反撃 ※テレビ東京版
- カリートの道（パチャンガ〈ルイス・ガスマン〉）
- 奇蹟/ミラクル
- キング・オブ・ハーレー ※VHS版
- グラディエーター（バレリウス）※ソフト版
- 恋人ゲーム（英語版）（ネルソン〈ティム・ロビンス〉）※テレビ朝日版
- サイレンサー 地球侵略 ※DVD版
- 殺人魚フライングキラー ※テレビ朝日版
- 三十四丁目の奇蹟（グランヴィル・ソーヤー先生〈ポーター・ホール〉）※テレビ版
- 60セカンズ（ジョニーB〈マスター・P〉）※ソフト版
- ジャイアント・ベビー ※ソフト版
- ジュラシック・パーク（レイ・アーノルド〈サミュエル・L・ジャクソン〉）
- スター・ウォーズ・シリーズ
  - スター・ウォーズ エピソード1/ファントム・メナス（パナカ隊長〈ヒュー・クオーシー〉[82]）
  - スター・ウォーズ エピソード5/帝国の逆襲（マッケイ准尉〈マーク・カプリ〉）※テレビ朝日版
- スティング ※テレビ朝日版（1991年放送）
- スペース・ジャム（モンスター・ナル、パトリック・ユーイング）
- チャイニーズ・ウォリアーズ ※ビデオ版
- 天国に行けないパパ ※TBS版
- トレーニング デイ（モレノ〈ノエル・グーリーエミー〉）
- 9デイズ（ジャルマ〈アドニ・マロピス〉）※ソフト版
- ネバーエンディング・ストーリーシリーズ
  - ネバーエンディング・ストーリー 第2章 ※ソフト版
  - ネバーエンディング・ストーリー3（スリップ〈ジャック・ブラック〉）※ソフト版
- バーチャル・ウォーズ ※VHS版
- バット★21（ハーリー・ランボー軍曹〈クレイトン・ローナー（英語版）〉）※TBS版
- バック・トゥ・スクール（英語版）
- バットマン ビギンズ（フェイデン判事〈ジェラルド・マーフィー〉）※日本テレビ版
- パンプキンヘッド2（オリバー・アレン〈エマニュエル・パーヴュ〉）
- 羊たちの沈没
- ビリー・バスゲイト（ビリー・バスゲイト〈ローレン・ディーン〉）
- フィラデルフィア・エクスペリメント ※テレビ朝日版
- プロジェクトA2 史上最大の標的 ※フジテレビ版（1989年放送）
- ベスト・キッド4 ※DVD版
- マスク
- MOON44（クッキー〈スティーブン・ジョフリーズ〉）
- ワンダー・ガールズ 東方三侠（カウ〈アンソニー・ウォン〉）

#### ドラマ
- 恐竜家族（ラルフ）
- 新スタートレック（ハリ）
- G-SAVIOUR（バーテンダー）
- ドリームハイ
- 24 -TWENTY FOUR- シーズン8（オマール・ハッサン大統領〈アニル・カプール〉）
- BONES シーズン4 #4（ドナルド・ティモンズ）
- 名探偵モンク シーズン6 #4

#### アニメ
- アイアンマン（ガーゴイル、フィン・ファン・フーン、リーダー 他）
- X-MEN（テレビ東京版）（シャドウキング、グラディエーター）
- ぎゃあ!!!リアル・モンスターズ（バンドバン・ビッグフット）
- きかんしゃトーマス みんなあつまれ!しゅっぱつしんこう（ディーゼル10）
- ザ・シンプソンズ（ハーブ）
- スーパー・ロボット・モンキー・チーム・ハイパーフォース GO!（代将・ゲーム・マスター）
- ターザン&ジェーン
- タンタンの冒険 シドニー行き714便
- 天国のわんちゃん チャーリーとイッチー
- ナイトメアー・ビフォア・クリスマス（ビヒーマス）
- BIONICLE -マスク・オブ・ライト- ザ・ムービー（オヌー）
- バイカーマイス（ローレンス・リンバーガー）
- ビーストウォーズメタルス 超生命体トランスフォーマー（デプスチャージ）
- ビーストウォーズメタルス コンボイ大変身!（デプスチャージ）
- ブレイブ・リトル・トースター レスキュー大作戦!
- ベン10 シリーズ（テトラックス）
- ミュータント・タートルズ（テレビ東京版）（シュレッダー、バーン部長、館長）
- ミュータント タートルズ（2003年版）（大ボス）
- ライオン・キングのティモンとプンバァ（スピーディ）

### 特撮
1994年
- 忍者戦隊カクレンジャー（アマノジャクの声）

1995年
- 超力戦隊オーレンジャー劇場版（ロッカーナイトの声）

2001年
- 仮面ライダーアギト（エルロード / 水のエルの声）
- 百獣戦隊ガオレンジャー（武者人形オルグの声）

2002年
- 忍風戦隊ハリケンジャー（2002年 - 2004年、首領タウ・ザントの声、邪忍イーガの声） - 1シリーズ+3作品）

2004年
- 仮面ライダー剣（再生スパイダーアンデッドの声、仮面ライダーレンゲルの声）

2005年
- 魔法戦隊マジレンジャー（冥獣人ベヒモス・ベルダンの声）

2006年
- 轟轟戦隊ボウケンジャー（邪悪竜ナーガの声）

2007年
- 仮面ライダー電王（バットイマジンの声）

2008年
- 炎神戦隊ゴーオンジャー（2008年 - 2018年、ヨゴシュタインの声、浪人の声、ヨゴシマクリタインの声、浄土頭取役〈GP-FINAL実写出演〉） - 1シリーズ+4作品

2011年
- ゴーカイジャー ゴセイジャー スーパー戦隊199ヒーロー大決戦（ヨゴシマクリタインの声）

2012年
- 海賊戦隊ゴーカイジャーVS宇宙刑事ギャバン THE MOVIE（ヨゴシュタインの声）

2013年
- 獣電戦隊キョウリュウジャー（タイリョーンの声）

2015年
- 手裏剣戦隊ニンニンジャー（西洋妖怪フランケンの声）

2017年
- 宇宙戦隊キュウレンジャー（ビッグベア総司令の声）

### 人形劇
- こどもにんぎょう劇場「ふるやのもり」（声の出演）
- チロリン村物語（パイナップル、カマキリ校長）

### テレビ番組
- あの歌がきこえる
- NHK教育テレビジョン 副音声付放送
- とびだせたんけんたい（ナレーター）
- キスマイ魔ジック

### その他コンテンツ
- BeeTV グラップラー刃牙（烈海王）
- まんがビデオクラッシャージョウ 細野不二彦版（タロス）
- サントリー V.S.O.P DUET（1998年、CMナレーション[85]）

## ディスコグラフィ
- デジモンテイマーズベストテイマーズ (6) 塩田博和&ガードロモン
- 鎧伝サムライトルーパー BEST FRIENDS
- チーズスイートホーム おでかけ えほんつきCD なわばりソング（クロいの）